# Imabari 6350
Der Typ Imabari 6350, vereinzelt auch Imabari 6000, ist ein Standard-Containerschiff des japanischen Schiffbaukonzerns Imabari Shipbuilding.

## Einzelheiten
Die Postpanmax-Schiffe der Imabari-6350-Baureihe wurden seit 2001 in verschiedenen Bauvarianten bei der zur Imabari-Gruppe zählenden Koyo Dockyard Company in Mihara gebaut und an unterschiedliche Auftraggeber abgeliefert. Die MOL-P-Klasse der japanischen Reederei Mitsui O.S.K. Lines bestand beispielsweise komplett aus Schiffen des Typs.

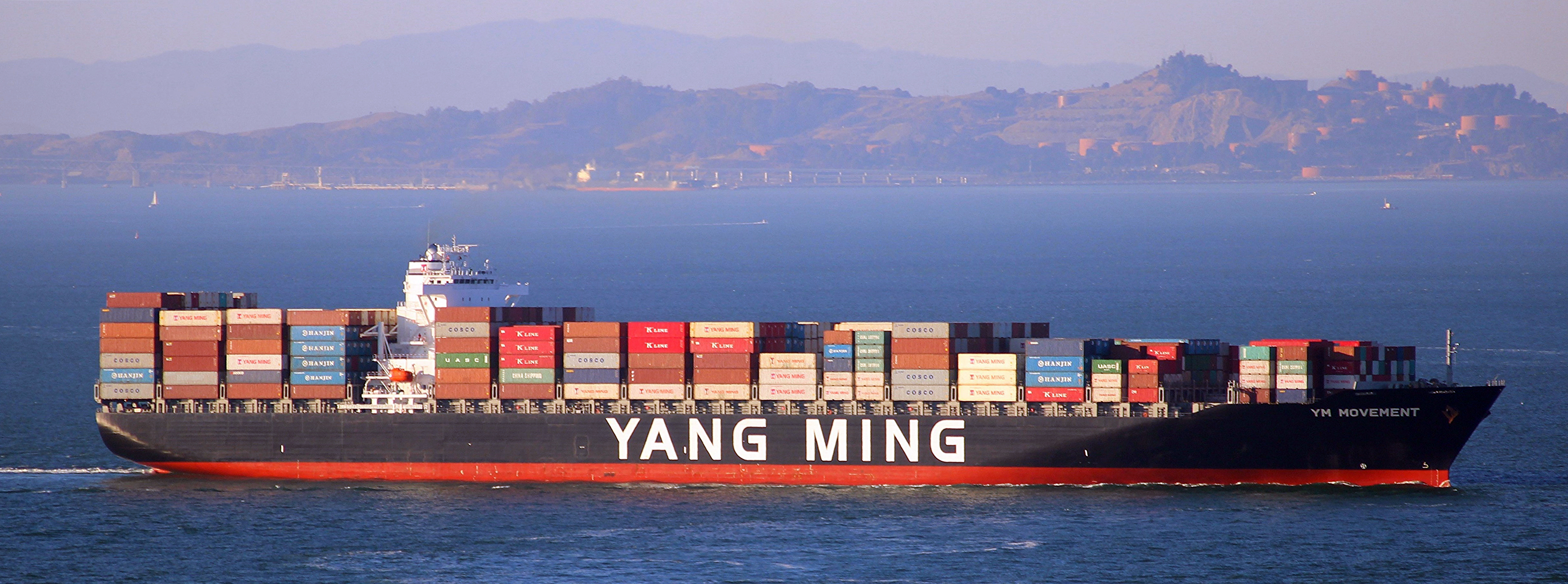
Seitenansicht der YM Movement

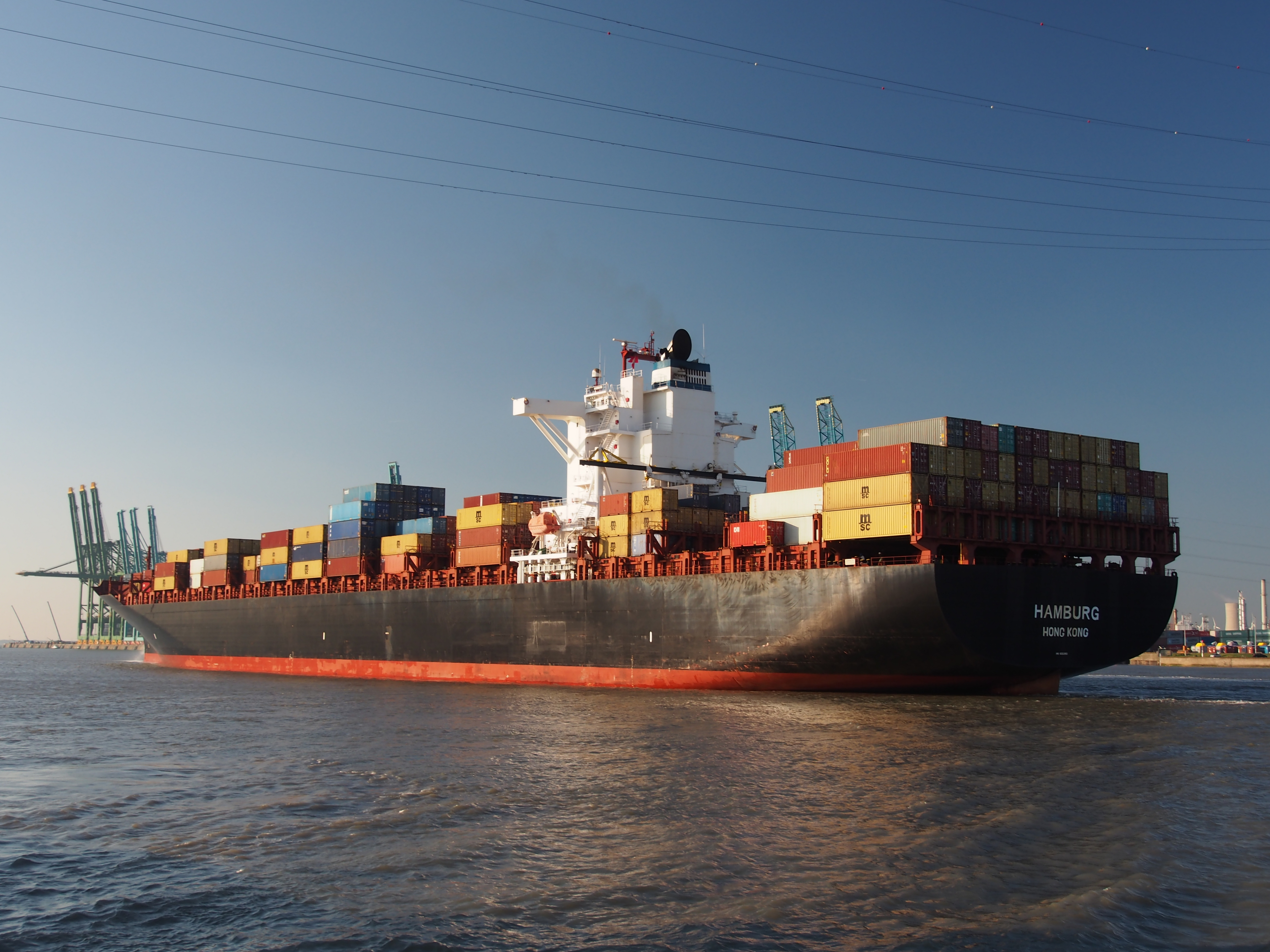
Heckansicht der Hamburg

Die Schiffe sind für den Transport gefährlicher Ladung eingerichtet und besitzen abhängig von der Bauvariante eine Containerstellplatzkapazität von rund 6350 TEU. Bei einer homogenen Beladung mit 14 Tonnen schweren Containern beträgt die Kapazität etwa 4500 TEU. Variantenabhängig stehen etwa 550 Anschlüsse für Kühlcontainer zur Verfügung. Alle Schiffe besitzen dreiviertel achtern angeordnete Aufbauten und verfügen über sieben mit Cellguides ausgerüstete Laderäume deren Luken mit Pontonlukendeckeln verschlossen werden. 2912 Container (TEU) können in neun Lagen und 14 Reihen im Raum gestaut werden, weitere 3438 TEU in bis zu sieben Lagen und 16 Reihen an Deck. Der Schiffsantrieb besteht aus einem Zweitakt-Dieselmotor, der direkt auf den Festpropeller wirkt. Eine häufig verwendetes Hauptmotorenbaumuster ist der MAN B&W 11K98MC mit 62.920 kW, der eine Geschwindigkeit von bis zu 26 Knoten ermöglicht. Die An- und Ablegemanöver werden durch ein Bugstrahlruder unterstützt.

## Zwischenfälle
Auf der APL Austria brach am 12. Februar 2017 vor der Küste Südafrikas ein Feuer im Laderaum 4 aus. Das Schiff mit 21 Mann Besatzung befand sich etwa 30 Seemeilen südwestlich von Kap St. Francis, beziehungsweise rund 35 Seemeilen westsüdwestlich von Port Elizabeth. Der Havarist wurde von der südafrikanischen Küstenwache zunächst auf die Reede von Algoa Bay beordert, wo es am 13. Februar 2017 gegen 2 Uhr eintraf. Gegen 5 Uhr fuhr das Schiff weiter zum Hafen Ngqura, wo die Löscharbeiten weitergeführt wurden.
Auf der Mol Prestige brach am 1. Februar 2017 südlich von Haida Gwaii ein Feuer aus, wobei 2 Besatzungsmitglieder verletzt wurden.

## Die Schiffe (Auswahl)
| Imabari 6350         | Imabari 6350       | Imabari 6350 | Imabari 6350  | Imabari 6350                                                          | Imabari 6350                                                                                    |
| Bauname              | Bauwerft/Baunummer | IMO-Nummer   | Ablieferung   | Auftraggeber                                                          | Umbenennungen und Verbleib                                                                      |
| -------------------- | ------------------ | ------------ | ------------- | --------------------------------------------------------------------- | ----------------------------------------------------------------------------------------------- |
| APL Precision        | Koyo Dockyard/2137 | 9236470      | Februar 2002  | Shoei Kisen Kaisha, Imabari Cypress Maritime, Panama                  | 2012 MOL Precision, 2016 Precision, ab 25. Juni 2016 bei Kabir Steel in Chittagong verschrottet |
| MOL Promise          | Koyo Dockyard/2138 | 9236482      | 2002          | Shoei Kisen Kaisha, Imabari Catalina Shipping, Panama                 | 2016 Promise, ab 24. Juni 2016 in Chittagong verschrottet                                       |
| MOL Partner          | Koyo Dockyard/2200 | 9307035      | 2005          | -                                                                     | 2020 Partner Star, 2021 Wan Hai 622                                                             |
| MOL Paradise         | Koyo Dockyard/2211 | 9307047      | 2005          | -                                                                     | 2011 APL Paradise, 2012 MOL Paradise, 2020 Paradise Star, 2021 Bigli                            |
| MOL Paramount        | Koyo Dockyard/2012 | 9307059      | 2005          | -                                                                     | 2020 Leo Paramount, 2021 Marcos V                                                               |
| MOL Prestige         | Koyo Dockyard/2003 | 9321029      | 2006          | -                                                                     | 2007 MSC Prestige, 2008 MOL Prestige, 2021 Prestige                                             |
| MOL Prosperity       | Koyo Dockyard/2007 | 9321031      | 2006          | -                                                                     | 2021 Good Prospect                                                                              |
| MOL Pace             | Koyo Dockyard/2013 | 9321017      | 2006          | -                                                                     | 2021 Pace, 2021 Wan Hai 621                                                                     |
| MOL Proficiency      | Koyo Dockyard/2273 | 9403619      | 2007          | -                                                                     | so in Fahrt                                                                                     |
| APL Norway           | Koyo Dockyard/2275 | 9403621      | 2007          | -                                                                     | 2021 Bhudthi Bhum                                                                               |
| APL Austria          | Koyo Dockyard/2276 | 9444285      | November 2007 | Shoei Kisen Kaisha, Imabari Almirante Shipping, Panama                | 2021 TS Dubai, 2023 MSC Dubai VII                                                               |
| MOL Premium          | Koyo Dockyard/2228 | 9444261      | 2008          | -                                                                     | so in Fahrt                                                                                     |
| MOL Presence         | Koyo Dockyard/2230 | 9444273      | 2008          | -                                                                     | so in Fahrt                                                                                     |
| APL Minnesota        | Koyo Dockyard/2235 | 9350018      | 2008          | -                                                                     | so in Fahrt                                                                                     |
| APL New Jersey       | Koyo Dockyard/2236 | 9350020      | 2008          | -                                                                     | so in Fahrt                                                                                     |
| APL Florida          | Koyo Dockyard/2237 | 9350032      | 2008          | -                                                                     | so in Fahrt                                                                                     |
| APL London           | Koyo Dockyard/2240 | 9332846      | 2008          | -                                                                     | 2013 ZIM London, 2015 Brighton                                                                  |
| APL Rotterdam        | Koyo Dockyard/2241 | 9332858      | 2008          | -                                                                     | 2013 Rotterdam, 2020 Rotterdam Star, 2022 Suape Express                                         |
| APL California       | Koyo Dockyard/2238 | 9350044      | 2009          | -                                                                     | so in Fahrt                                                                                     |
| APL Hamburg          | Koyo Dockyard/2242 | 9332860      | 2009          | Anglo-Eastern Ship Management, Hongkong Dynamic Continental, Hongkong | 2014 Hamburg, 2018 MH Hamburg, 2023 BF Hamburg                                                  |
| APL Tokyo            | Koyo Dockyard/2243 | 9332872      | 2009          | -                                                                     | 2014 ZIM Hamburg, 2016 Hamburg Bay, 2022 Le Havre Express                                       |
| Hyundai Long Beach   | Koyo Dockyard/2245 | 9332884      | 2009          | -                                                                     | 2020 ZIM Houston, 2022 CMA CGM George Sand                                                      |
| Hyundai Tacoma       | Koyo Dockyard/2246 | 9385001      | 2009          | -                                                                     | 2024 HMM Tacoma                                                                                 |
| Hyundai Oakland      | Koyo Dockyard/2247 | 9385013      | 2009          | -                                                                     | 2024 HMM Oakland                                                                                |
| Hyundai New York     | Koyo Dockyard/2248 | 9385025      | 2009          | -                                                                     | 2021 Wan Hai 621                                                                                |
| APL Turkey           | Koyo Dockyard/2272 | 9532771      | 2009          | -                                                                     | so in Fahrt                                                                                     |
| APL Oregon           | Koyo Dockyard/2277 | 9532783      | 2010          | -                                                                     | so in Fahrt                                                                                     |
| Seattle Bridge       | Koyo Dockyard/2285 | 9560352      | 2010          | -                                                                     | so in Fahrt                                                                                     |
| San Francisco Bridge | Koyo Dockyard/2287 | 9560364      | 2010          | -                                                                     | so in Fahrt                                                                                     |
| San Diego Bridge     | Koyo Dockyard/2292 | 9560376      | 2010          | -                                                                     | so in Fahrt                                                                                     |
| Hyundai Vancouver    | Koyo Dockyard/2296 | 9463085      | 2010          | -                                                                     | so in Fahrt                                                                                     |
| YM Movement          | Koyo Dockyard/2310 | 9660011      | 2013          | -                                                                     | so in Fahrt                                                                                     |
| YM Modesty           | Koyo Dockyard/2311 | 9664885      | 2013          | -                                                                     | so in Fahrt                                                                                     |
| YM Moderation        | Imabari/2312       | 9664897      | 2014          | -                                                                     | so in Fahrt                                                                                     |
| Daten: Equasis       |                    |              |               |                                                                       |                                                                                                 |